# Стадіон Університету Акденіз
Стадіон Університету Акденіз (тур. Akdeniz Üniversitesi Stadyumu) — багатофункціональний стадіон в Антальї, Туреччина. Стадіон належить Університету Акденіз, розташованому на середземноморському узбережжі Туреччини.
Стадіон служив домашньою ареною для футбольного клубу «Антальяспор» у 2012—2015 роках. Також на стадіоні проходили матчі молодіжного чемпіонату світу з футболу 2013 року.